# ジェフリー・ワトソン (俳優)
ジェフリー・ワトソン（Jeffrey Watson）は、カナダの俳優、声優。

## 出演作品

### アニメ
- ディノブレイカー（ジェット・シーゲル）

#### 日本のアニメ
- カードファイト!! ヴァンガード（井崎）
- せんせいのお時間（末武健太）
- ドラゴンボール（孫悟空）
- ドラゴンボールGT（デンデ）
- 魔法のステージファンシーララ（吉田太郎）
- 満月をさがして（タクト・キラ）
- うえきの法則（黒木影男）
- 機動武闘伝Gガンダム

### ゲーム

#### 日本
- ガンダム無双3（ガロード・ラン）
- ロックマンX8（アクセル）
- ロックマンX コマンドミッション（アクセル）
- ロックマンエグゼ5DS ツインリーダーズ（ロックマン）